# Noordermolen (Noordbroek)
De Noordermolen is een poldermolen ten oosten van Noordbroek in het gehuchtje Noordbroeksterhamrik in de provincie Groningen.
De Noordermolen werd in 1805 gebouwd en is daarmee een van de oudste nog bestaande poldermolens van de provincie Groningen. De molen kwam eind jaren vijftig van de twintigste eeuw buiten bedrijf en kwam toen in handen van een particulier. Deze man, Simon Graafhuis, liet de molen in 1963 restaureren maar de toestand van de molen werd gaandeweg slechter waardoor een molenruïne overbleef. De nieuwe eigenaar, de Molenstichting Oldambt, liet molen echter in 2004 restaureren waarna de molen weer wekelijks door een vrijwillig molenaar in bedrijf wordt gesteld.

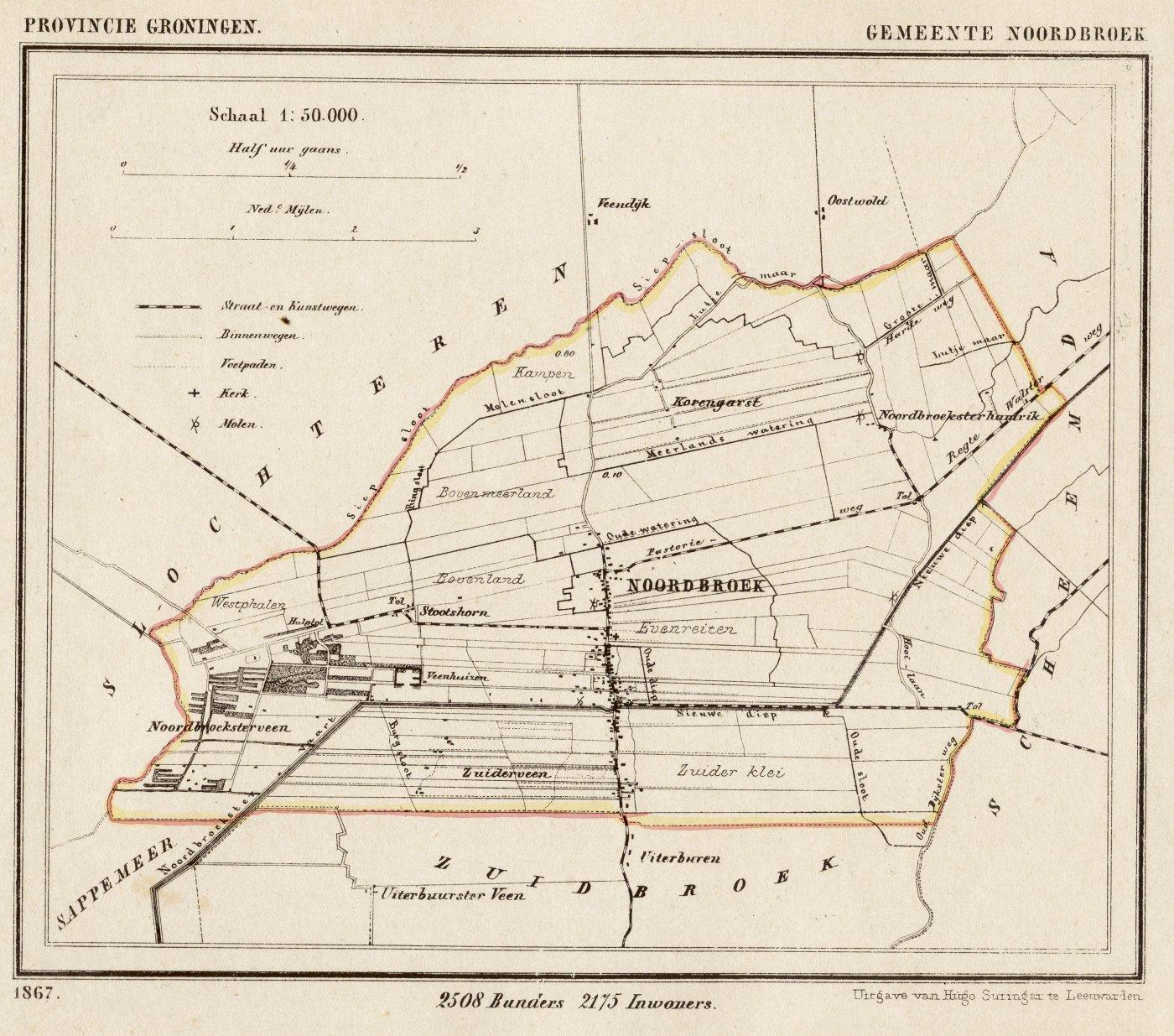
De Noordermolen bij het gehucht Noordbroeksterhamrik (ook kortweg Hamrik genoemd) op een kaart van de voormalige gemeente Noordbroek uit 1867.